# Avanti Air
Avanti Air GmbH & Co. K.G. è una compagnia aerea tedesca con sede a Burbach, nel circondario Siegen-Wittgenstein, che opera esclusivamente voli charter. La base di armamento principale è nell'aeroporto di Siegen-Siegerland.

## Storia e attività
La società fu fondata nel 1994 e iniziò le operazioni il 1° luglio dello stesso anno. I fondatori erano gli ex piloti Markus Baumann (ora Managing Director) e Stefan Kissinger (ora Chief Executive). Attualmente è di proprietà di Gerhard Mahler (50%), Markus Baumann (25%) e Stefan Kissinger (25%) e ha 72 dipendenti.
Dopo aver effettuato esclusivamente aero-taxi e voli privati nel 1996 si affacciò al mercato dei charter con due Beechcraft 1900C. Non si voleva fare concorrenza ad altri ma mettere la flotta a disposizione di altri vettori. Ad esempio, nell'estate 2009, effettuò per conto di FlyOnAir il collegamento tra Pescara e altre città italiane. A seguito del fallimento dell'albanese Belle Air, Avanti Air collaborò con Blue Panorama Airlines per effettuare collegamenti giornalieri da Tirana ad Ancona, e settimanali da Tirana a Perugia e Firenze e viceversa. Poi furono effettuati voli verso altre destinazioni europee, tra le quali Rodi.
Così, nel corso degli anni sono stati impiegati vari tipi di velivoli: ATR 42, ATR 72, DHC 8, Fokker 100. Attualmente la flotta di proprietà è costituita da un unico Bombardier DHC 8 serie 400.